# Alannah Myles (album)
Albums de Alannah Myles
Rockinghorse
(1992)
Singles
1. Love Is
Sortie : 1989
2. Black Velvet
Sortie : 1989
3. Still Got This Thing
Sortie : 1989

Alannah Myles est le premier album éponyme de la chanteuse canadienne. Il est sorti en mars 1989 sur le label Atlantic Records et fut produit par David Tyson.

## Historique
Cet album fut enregistré en 1988 et début 1989 aux McLear Place Studios et Eastern Sound Studios de Toronto au Canada. Il connut rapidement le succès grâce notamment à son single, Black Velvet qui fut classé à la première place du Billboard Hot 100. Trois autres singles seront classés dans le Top 40 : Still Got This Thing, Love Is et Lover Of Mine.
L'album obtiendra un disque de diamant au Canada (un million d'album vendus) et le platine et l'or dans de nombreux pays. Il sera la meilleure vente de la chanteuse.

## Liste des titres
| No  | Titre                | Auteur                                    | Durée |
| --- | -------------------- | ----------------------------------------- | ----- |
| 1.  | Still Got This Thing | Christopher Ward                          | 4:35  |
| 2.  | Love Is              | David Tyson, Ward                         | 3:39  |
| 3.  | Black Velvet         | Tyson, Ward                               | 4:49  |
| 4.  | Rock This Joint      | Ward                                      | 4:00  |
| 5.  | Lover Of Mine        | Alannah Myles / Ward / Tyson / K. Johnson | 4:37  |
| 6.  | Kick Start My Heart  | Ward / S. Elkhard / M. Stone / C. Waters  | 3:41  |
| 7.  | If You Want To       | Tyson, Ward                               | 4:11  |
| 8.  | Just One Kiss        | Tyson, Ward                               | 3:34  |
| 9.  | Who Loves You        | Tyson, Ward                               | 3:36  |
| 10. | Hurry Make Love      | Nancy Simmonds                            | 2:18  |

## Musiciens
- Alannah Myles : chant.
- David Tyson : basse, claviers, chœurs.
- Kurt Schefter : guitares.
- Bob Bartolucci : guitares.
- David Wipper : guitare acoustique et mandoline.
- Steve Webster : basse.
- Jorn Anderson : batterie, percussion.
- Gary Graig : batterie, percussion sur "Who Loves You".
- John Johnson : saxophones.
- Rick Waychesko : trompette.
- Michael Sloski : percussion.
- Peter Fredette, Dean McTaggart, Christopher Ward, Lisa Dalbello, Jackie Richardson : chœurs

## Charts et certifications

### Album
Charts
| Pays             | Durée du classement | Meilleur classement | Date              |
| ---------------- | ------------------- | ------------------- | ----------------- |
| Allemagne        | 35 semaines         | 2e                  | 21 mai 1990       |
| Australie        | 39 semaines         | 2e                  | 27 mai 1990       |
| Autriche         | 21 semaines         | 2e                  | 13 mai 1990       |
| Canada           | 79 semaines         | 1er                 | 7 avril 1990      |
| États-Unis       | 36 semaines         | 5e                  | 7 avril 1990      |
| France           | 10 semaines         | 34e                 | 27 septembre 1990 |
| Norvège          | 22 semaines         | 1er                 | 4 juin 1990       |
| Nouvelle-Zélande | 37 semaines         | 5e                  | 15 avril 1990     |
| Pays-Bas         | 28 semaines         | 9e                  | 2 juin 1990       |
| Royaume-Uni      | 21 semaines         | 3e                  | 28 avril 1990     |
| Suède            | 15 semaines         | 2e                  | 20 juin 1990      |
| Suisse           | 29 semaines         | 1er                 | 3 juin 1990       |

Certifications
| Pays             | Certification | Ventes      | Date             |
| ---------------- | ------------- | ----------- | ---------------- |
| Allemagne        | Platine       | 500 000 +   | 1993             |
| Canada           | Diamant       | 1 000 000 + | 17 décembre 1990 |
| États-Unis       | Platine       | 1 000 000 + | 21 mars 1990     |
| Finlande         | Platine       | 60 000 +    | 1990             |
| Nouvelle-Zélande | Platine       | 15 000 +    | 8 juillet 1990   |
| Royaume-Uni      | Or            | 100 000 +   | 2 mai 1990       |
| Suède            | Platine       | 50 000 +    | ?                |
| Suisse           | Platine       | 50 000 +    | 1990             |

### Singles
Black Velvet
| Chart                  | Durée du classement | Position | Date              | Certification |
| ---------------------- | ------------------- | -------- | ----------------- | ------------- |
| Hot 100                | 24 semaines         | 1er      | 24 mars 1990      | Or            |
| Mainstream Rock Tracks | 18 semaines         | 1er      | 17 février 1990   | Or            |
| Single Top 100         | 27 semaines         | 2e       | 14 mai 1990       | Or            |
| ARIA Charts            | 21 semaines         | 3e       | 25 février 1990   | Platine       |
| Ö3 Austria Top 40      | 18 semaines         | 2e       | 13 mai 1990       | Or            |
| (V) Ultratop           | 14 semaines         | 2e       | 16 juin 1990      | —             |
| RPM Top Singles        | 24 semaines         | 10e      | 25 septembre 1989 | —             |
| Track Top-40           | 1 semaines          | 29e      | 26 mars 2010      | Or            |
| Top 100                | 13 semaines         | 24e      | 27 octobre 1990   | —             |
| VG-lista               | 18 semaines         | 1er      | 14 mai 1990       |               |
| RMNZ Singles Top40     | 19 semaines         | 2e       | 1er avril 1990    | —             |
| Mega Top 50            | 17 semaines         | 3e       | 19 mai 1990       | —             |
| UK Singles Chart       | 16 semaines         | 2e       | 21 avril 1990     | Platine       |
| Sverigetopplistan      | 9 semaines          | 1er      | 23 mai 1990       | Platine       |
| Schweizer Hitparade    | 20 semaines         | 1er      | 3 juin 1990       | —             |

Love Is
| Chart                  | Durée du classement | Position | Date              |
| ---------------------- | ------------------- | -------- | ----------------- |
| Hot 100                | 13 semaines         | 36e      | 30 juin 1990      |
| Mainstream Rock Tracks | 7 semaines          | 19e      | 26 mai 1990       |
| Single Top 100         | 12 semaines         | 45e      | 10 septembre 1990 |
| ARIA Charts            | 20 semaines         | 12e      | 29 avril 1990     |
| (V) Ultratop           | 3 semaines          | 39e      | 25 août 1990      |
| RPM Top Singles        | 20 semaines         | 16e      | 12 juin 1989      |
| RMNZ Singles Top40     | 2 semaines          | 44e      | 12 août 1990      |
| Mega Top 50            | 10 semaines         | 25e      | 11 août 1990      |
| UK Singles Chart       | 2 semaines          | 61e      | 16 juin 1990      |

Still Got This Thing
| Chart              | Durée du classement | Position | Date            |
| ------------------ | ------------------- | -------- | --------------- |
| RPM Top Singles    | 18 semaines         | 35e      | 20 janvier 1990 |
| RMNZ Singles Top40 | 7 semaines          | 26e      | 27 mai 1990     |

Lover of Mine
| Chart              | Durée du classement | Position | Date               |
| ------------------ | ------------------- | -------- | ------------------ |
| ARIA Charts        | 1 semaine           | 47e      | 4 novembre 1990    |
| (V) Ultratop       | 1 semaine           | 40e      | 29 septembre 1990  |
| RPM Top Singles    | 20 semaines         | 2e       | 5 mai 1989         |
| RMNZ Singles Top40 | 3 semaines          | 40e      | 4 novembre 1990    |
| Mega Top 50        | 5 semaines          | 61e      | 13 octobre 1990    |
| UK Singles Chart   | 2 semaines          | 78e      | 1er septembre 1990 |